# Курники (Яворівський повіт)
Курники — колишнє село у Яворівському районі. Відселене у зв'язку з утворенням Яворівського військового полігону. 

## Історія
За люстрацією Городоцького староства 1570 р. в селі було 34 кмети, 5 загородників, піп з церквою, корчма.
В 1880 році село належало до Яворівського повіту, було 1220 жителів у селі та 10 жителів на території панського двору (майже всі — греко-католики, за винятком кількох римо-католиків). Парафія римо-католицька була в Янові, греко-католицька — на місці, городоцького деканату Львівської архієпархії. В селі були млин і водний тартак.
На 1 січня 1939 року в селі мешкало 1670 осіб, з них 1645 українців-греко-католиків, 5 українців-римокатоликів і 20 євреїв. Село входило до ґміни Шкло Яворівського повіту Львівського воєводства Польської республіки. Після анексії СРСР Західної України в 1939 році село включене до Яворівського району Львівської області.
У 1940 році село було зруйноване внаслідок створення Червоною армією Львівського артилерійського полігону з виселенням жителів у Бессарабію, тому при проведеному 1.03.1943 німцями переписі село не зафіксоване..